# البطل (فلم 1931)
البطل (بالإنجليزية: The Champ) هو فيلم مغامرات تم إنتاجه في الولايات المتحدة من بطولة والاس بيري,ترشح الفيلم لجائزة الأوسكار لأفضل فيلم , وفاز والاس بيري بجائزة الأوسكار لأفضل ممثل مناصفة مع الممثل فريدريك مارج عن دوره في فيلم دكتور جيكل ومستر هايد.

## ترشيحات وجوائز
| السنة | الحدث | الفئة            | النتيجة |
| ----- | ----- | ---------------- | ------- |
|       |       | أوسكار أحسن ممثل | فوز     |

## وصلات خارجية
- مقالات تستعمل روابط فنية بلا صلة مع ويكي بيانات